# LZ 1

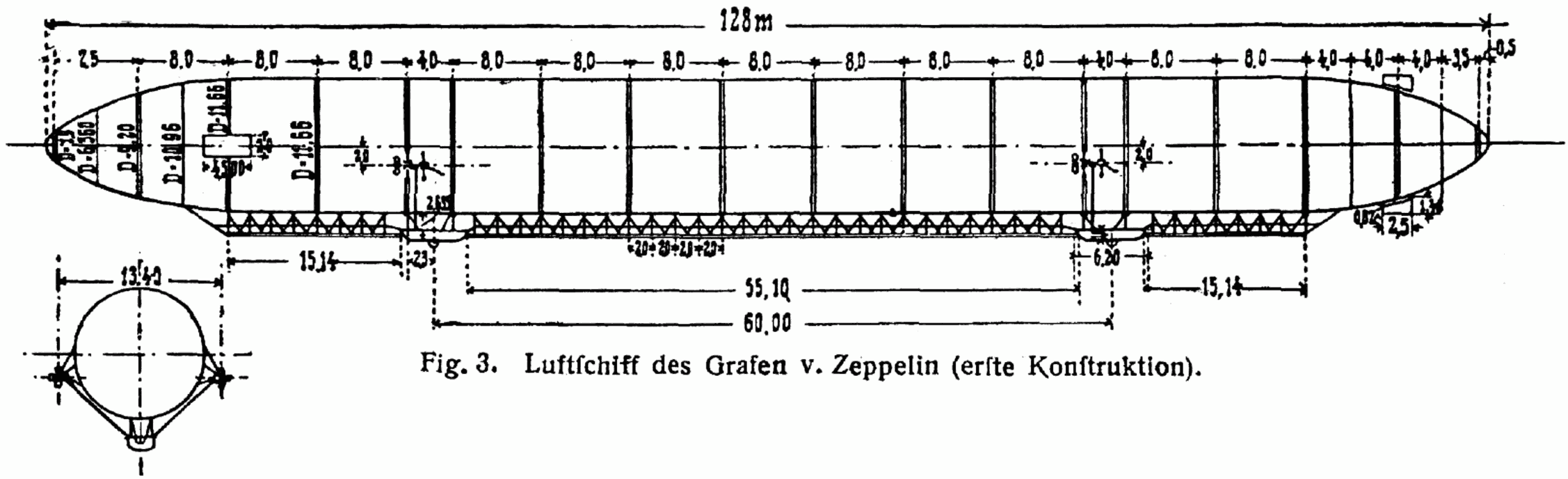
Technická skica vzducholodi LZ 1

LZ 1 byla první z řady ztužených vzducholodí, které sestrojil Ferdinand von Zeppelin. Provedla tři krátké lety a poté byla sešrotována.
V roce 1898 vznikla za Zeppelinova přispění Společnost pro vzduchoplavbu, která získala zhruba 400 000 tehdelších říšských marek. Stejnou částku přidal i sám Zepelin. Z těchto peněz byly objednány první díly vzducholodě u firmy Commerzienrath, kterou vlastnil Carl Berg v Lüdenscheidu (vyráběla předtím díly i pro vzducholoď Davida Schwarze) a 17. června 1899 začala i stavba hangáru, netypicky neseného pontony na hladině Bodamského jezera. To mělo kromě bezpečnosti význam i pro snadné natáčení proti větru. V hangáru postupně vznikala vzducholoď pod vedením samotného Zeppelina a Ludwiga Düra, schopného Zeppelinova konstruktéra.
První start byl plánován na 30. června 1900, ale pro špatné počasí se uskutečnil až 2. července 1900 ve 20:03 za přítomnosti přibližně 12 000 diváků. Let trval přibližně 18 minut, během nichž došlo k prohnutí tělesa, vychýlení vrtulí a dosažení jen malé rychlosti. Poté navíc selhal jeden z motorů (mechanik dal do nádrže omylem místo benzínu vodu) a při pokusu o přistání se loď poškodila o hladinu.
Druhý let podnikla vzducholoď po řadě oprav a vylepšení 17. října. Po několika minutách letu praskl jeden z plynových oddílů, a poté se zhroutilo několik žeber, která nevydržela větší zátěž. Vzducholoď se prolomila v půli a dopadla na hladinu jezera. Nikdo z posádky se ale nezranil a škody byly také malé.
Třetí a poslední let podnikla vzducholoď po dalších opravách 21. října. Tentokrát byl let úspěšný. Vzducholoď předvedla manévrování i let rychlostí kolem 30 km/h a úspěšný návrat.
Další lety se neuskutečnily z finančních důvodů. 13. prosince 1900 zkrachovala Společnost pro vzduchoplavbu. Kostru lodě prodal Zeppelin do šrotu při získávání prostředků na stavbu LZ 2.

## Technické parametry
- Objem: 11 300 m³ vodíku v 17 oddílech ze zlatotepecké blány
- Délka: 128 m
- Průměr: 11,7 m
- Motory: Daimler 2 × 16 KS
- Dostup: 400 m
- Rychlost: 28 km/h, podle některých zpráv i přes 30 km/h
- Nosnost: 1400 kg